# Parque Lobera

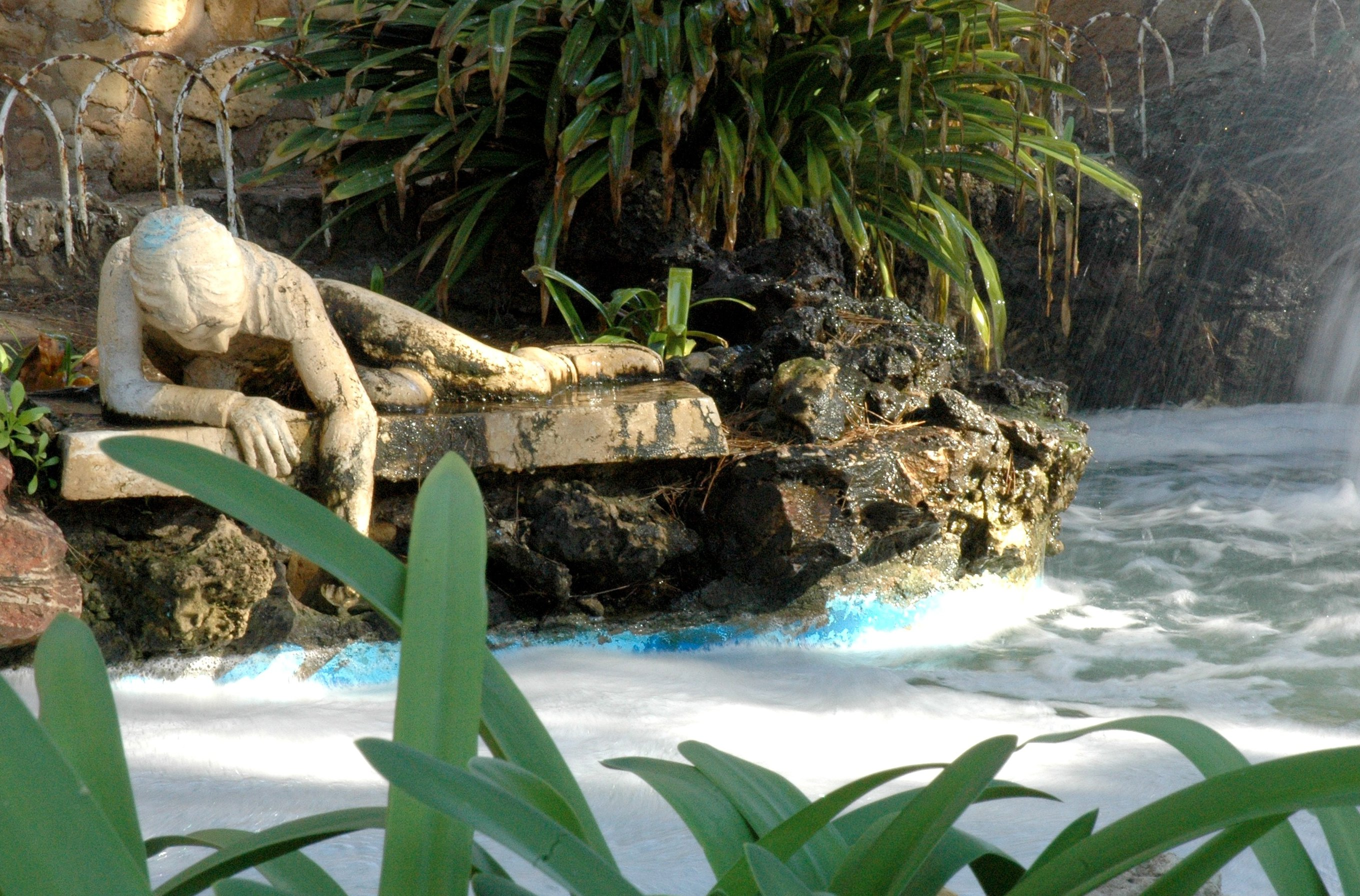

O parque Lobera é um parque da cidade espanhola de Melilha situado no ensanche modernista na avenida Cándido Lobera, no lado oeste da Alcáçova.

## História
Recebe o nome de seu fundador Cándido Lobera Girela, que, sendo presidente da Junta de Arbitrios, criou este parque para evitar a construção de barracas em seu terreno, após ao termo de sua construção em 1927 se chamasse Parque Conde de Jordaniana.
Em 1978 foi reformado com a construção das cascatas, o estanque, as pergolas, a fonte, o kiosco e o templete. No mesmo ano também foram acrescentadas esculturas de Rafael Picazo e, em 1993, outras esculturas de Juan Antonio Diago, como a que aparece na imagem de "a menina tocando a água".
Após alguns anos de abandono e arranjos parciais e de má qualidade, iniciou-se se remodelagem com os passeios, estanques, fontes e outros elementos, para continuar com seu vallado exterior e as muralhas e fosso do Quarto Recinto Fortificado.
Com 2 hectares de superfície, contam com passeios e cascatas que baixam desde as Muralhas do Quarto Recinto Fortificado, zona alta e este, até a baixa, a da Avenida Cándido Lobera, oeste na que em sua zona sul, mais baixa, se encontra o estanque e subindo, uma praça, rodeada por pergolas, com uma fonte no centro, um kiosco no extremo este e um templete.